# Laguna Cuzcachapa
Die Laguna Cuzcachapa ist der Kratersee eines bereits vor Jahrzehntausenden erloschenen Vulkans im Departamento Santa Ana im Westen El Salvadors. 

## Lage
Die etwa einen Quadratkilometer große und von Bäumen eingefasste Laguna Cuzcachapa liegt am Ostrand der Stadt Chalchuapa in einer Höhe von etwa 700 m ü. d. M. Der See hat weder Zuflüsse noch Abflüsse; sein Pegelstand wird lediglich durch Regenfälle reguliert. Je nach Wasserstand fallen die Kraterwände des Sees gegenüber der umgebenden Landfläche um etwa 20 m bis 25 m ab.

## Geschichte
Der niemals trockenfallende Kratersee war wahrscheinlich der Anlass für eine frühe Besiedlung der Region, die möglicherweise bis in die Zeit um 5000 v. Chr. zurückreicht. Die viel später erbauten Maya-Städte Tazumal und Casa Blanca sowie weitere kleinere archäologische Fundorte in der Umgebung weisen auf eine anhaltende Besiedlung hin.

## Weitere Kraterseen in El Salvador
- Lago de Coatepeque

## Belege
1. ↑  Siehe Literatur